# Ceraceomyces
Ceraceomyces Jülich (woskowniczek) – rodzaj grzybów z rodziny (Amylocorticiaceae).

## Charakterystyka
Grzyby saprotroficzne rozwijające się na martwym drewnie i tworzące rozpostarte, cienkie i błonkowate bazydiokarpy podobne do owocników Athelia, jednak zazwyczaj nieco grubsze. Różnica dotyczy kształtu podstawek i charakteru hymenium. U Athelia owocniki są krótkotrwałe, a z każdej strzępki w hymenium powstaje niewielka liczba podstawek. Znajdują się one na mniej więcej tym samym poziomie, a hymenium podczas dojrzewania znacząco nie gęstnieje. U Ceraceomyces natomiast nowe podstawki powstają także na krótkich bocznych gałęziach, wskutek czego wystają na kilka µm powyżej starych podstawek. W rezultacie hymenium z wiekiem staje się grubsze, a wraz ze wzrostem liczby podstawek tworzą one zbitą, palisadową warstwę. Ponadto podstawki u Ceraceomyces są węższe niż u Athelia, co jest przystosowaniem do ograniczonej przestrzeni w hymenium. Ceraceomyces w rozwoju hymenium wydaje się być pośrednikiem między Athelia a m.in. Phlebia i Phanerochaete, gdzie zagęszczenie hymenium jest jeszcze większe, podstawki zwężają się, a ich liczba jest jeszcze większa. Ceraceomyces jest blisko spokrewniony z Ceraceomerulius. W tym rodzaju owocnik jest błonkowaty tylko w bardzo młodym wieku, podczas gdy u Ceraceomyces pozostaje błonkowy nawet w stanie pełnej dojrzałości.

## Systematyka i nazewnictwo
Pozycja w klasyfikacji według Index Fungorum: Amylocorticiaceae, Amylocorticiales, Agaricomycetidae, Agaricomycetes, Agaricomycotina, Basidiomycota, Fungi.
Takson utworzył w 1972 r. Walter Jülich. Jego typem nomenklatorycznym jest Ceraceomyces tessulatus (Cooke) Jülich. Polską nazwę podał Władysław Wojewoda w 2003 r., Franciszek Błoński opisywał gatunki należące do tego rodzaju pod nazwą stroczek.
Gatunki występujące w Polsce:
- Ceraceomyces borealis (Romell) J. Erikss. & Ryvarden 1973 – woskowniczek północny[3]
- Ceraceomyces cystidiatus (J. Erikss. & Hjortstam) Hjortstam 1973[4]
- Ceraceomyces eludens K.H. Larss. 1998[4]
- Ceraceomyces microsporus K.H. Larss. 1998[4]
- Ceraceomyces sublaevis (Bres.) Jülich 1972 – woskowniczek podlaski[3]
- Ceraceomyces tessulatus (Cooke) Jülich 1972[4]

Nazwy naukowe na podstawie Index Fungorum. Wykaz gatunków i nazwy polskie według W. Wojewody i innych.